# Ève (livre)
Pour les articles homonymes, voir Ève (homonymie).
Ève : 200 millions d'années d'évolution au féminin est un livre de la scientifique américaine Cat Bohannon publié pour la première fois en anglais le 3 octobre 2023 puis en français aux éditions Flammarion le 26 mars 2025.

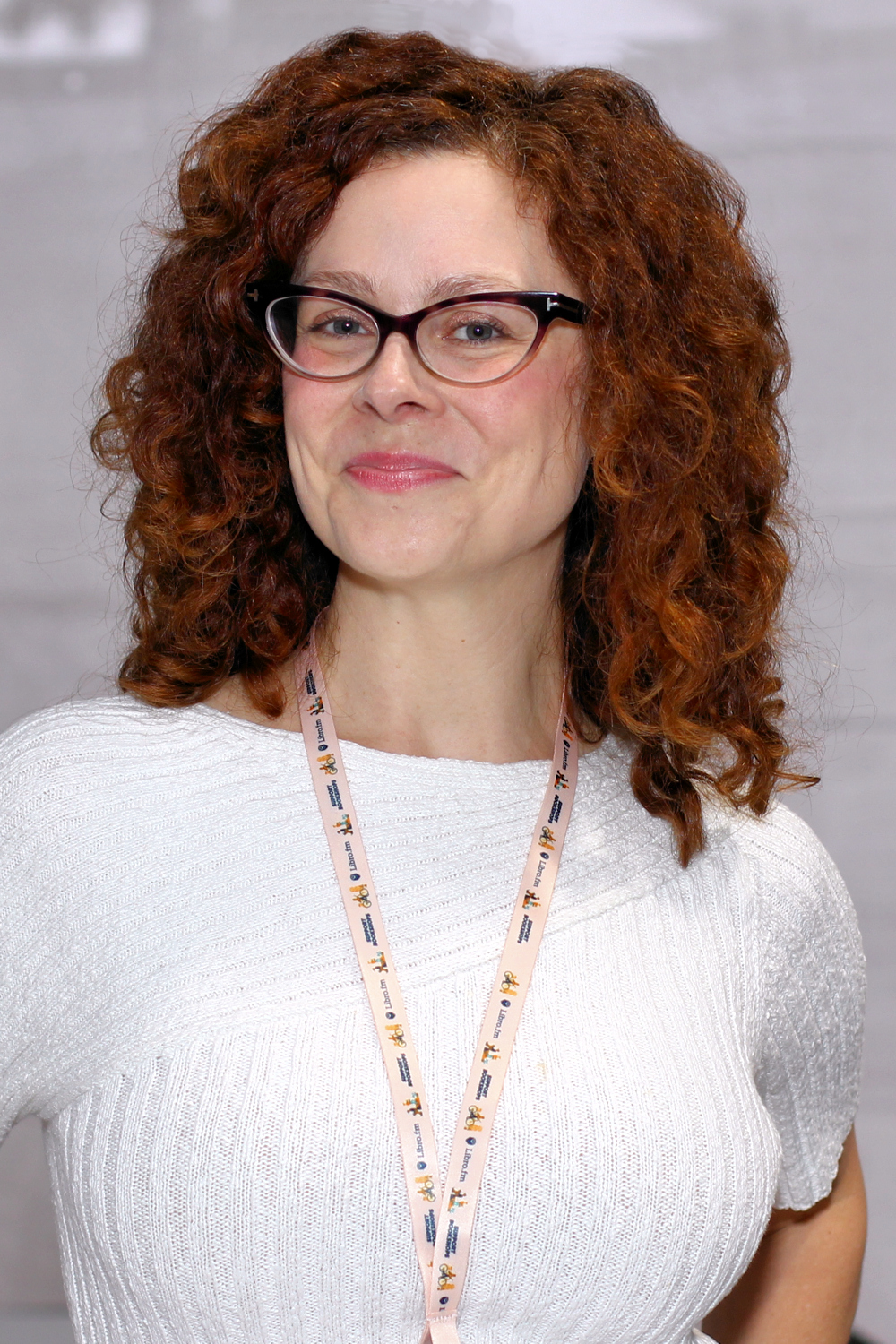
Cat Bohannon en 2023.

Le livre explore la manière dont la biologie des femmes a façonné l'histoire et la culture humaines depuis plus de 200 millions d'années. Cat Bohannon, spécialiste de l'évolution du langage et de la cognition, fait état des particularités et de la centralité — souvent ignorée — de la femme dans la biologie humaine. Elle évoque notamment l'apparition et le fonctionnement des seins et des organes sexuels, la physiologie d'espèces éteintes qui furent nos ancêtres, la maternité chez les ovipares et les mammifères, la formation des orifices chez les mammifères femelles, l'allaitement chez les femmes et les hommes, les origines de la ménopause, etc. Livre revendiqué comme féministe, elle interroge également la société patriarcale moderne,, et estime notamment que le corps des femmes est souvent négligé en matière de recherche biologique et médicale,.

## Réception
Le livre fait globalement l'objet de bonnes critiques. Dans une critique publiée dans The Guardian en 2023, la scientifique Kate Womersley qualifie le livre d'« attendu depuis longtemps ». Dans le New York Times, la journaliste Sarah Lyall (en) conclut en 2023 que le livre est « engageant, ludique, érudit, discursif et riche en détails ». Dans le même journal, la journaliste Cindi Leive (en) écrit dans sa critique que le livre « présente un argumentaire puissant en faveur du rôle essentiel que les femmes Homo sapiens ont joué pour faire de nous des êtres humains ».

## Récompenses
En octobre 2023, le livre figure à la 15e position de la New York Times Best Seller list.
En décembre 2023, le livre remporte le prix Foyles du livre de non-fiction de l'année.
En 2024, il est sélectionné à la fois pour le prix Orwell de l'écriture politique et pour le prix du livre scientifique de la Royal Society (en). Il figure également sur la liste longue du Women's Prize for Non-Fiction.